# Нововолынский завод железобетонных изделий
Нововолынский завод железобетонных изделий (укр. Нововолинський завод залізобетонних виробів) — промышленное предприятие в городе Нововолынск Волынской области.

## История
Завод железобетонных изделий проектной мощностью 14 тыс. м³ сборных изделий из железобетона был построен в соответствии с пятым пятилетним планом восстановления и развития народного хозяйства СССР. В 1956 году строительство предприятия было завершено, в начале 1959 года завод достиг проектной мощности, а в дальнейшем превысил её.
В соответствии с 7-м пятилетним планом развития народного хозяйства СССР завод был расширен и уже в 1963 году превысил проектную мощность на 24,5 тыс. м³ железобетонных конструкций. В 1965 году производственные мощности завода в 2,5 раза превысили показатели 1959 года, почти в два раза возросла продуктивность работы. В это время на предприятии было освоено производство крупногабаритных железобетонных плит для жилого и промышленного строительства (которые использовались при сооружении Сокальского завода искусственного волокна, Роздольского горнохимического комбината, Стебниковского калийного комбината, а также иных важных промышленных объектов).
В 1966 году завод был передан в ведение министерства сельскохозяйственного строительства УССР.
В 1968 году завод произвёл 35 тыс. м³ железобетонных конструкций.
К началу 1970 года треть продукции завода использовалась в строительстве и ремонте объектов агропромышленного комплекса на территории Волынской области, две трети продукции использовали за пределами области.
В целом, в советское время завод входил в число крупнейших предприятий города.
В июне 1993 года Нововолынский завод железобетонных изделий треста "Волыньпромстрой" производственного объединения "Волыньжелезобетон" был передан в коммунальную собственность Волынской области. В дальнейшем государственное предприятие было преобразовано в открытое акционерное общество.
Начавшийся в 2008 году экономический кризис осложнил положение предприятия и 18 февраля 2010 года остановивший производственную деятельность Нововолынский завод железобетонных изделий был признан банкротом. Позднее завод возобновил работу.